# 마쓰다이라 다다마사 (후코즈 마쓰다이라 가)
마쓰다이라 다다마사(일본어: 松平忠祇/忠祗, 1737년 ~ 1801년 10월 21일)는 에도 시대 중기의 다이묘이다. 히젠 시마바라번 제5대 번주, 시모쓰케 우쓰노미야 번 초대 번주를 지냈다. 시마바라 번 후코즈 마쓰다이라가(島原藩深溝松平家) 제6대 당주.
| 전임 마쓰다이라 다다토키 | 제10대 후코즈 마쓰다이라가 당주 1749년 ~ 1762년 | 후임 마쓰다이라 다다히로 |

| 전임 마쓰다이라 다다토키 | 제5대 시마바라번 번주 (후코즈 마쓰다이라가) 1749년 | 후임 도다 다다미쓰 |

| 전임 도다 다다미쓰 | 제1대 우쓰노미야 번 번주 (후코즈 마쓰다이라가) 1749년 ~ 1762년 | 후임 마쓰다이라 다다히로 |